# Acriloile

La struttura del gruppo acriloile in (blu).

In chimica organica, il gruppo acriloile ha la forma enone con la formula di struttura H2C=CH–C(=O)–; quindi del gruppo acile derivato dall' acido acrilico. Il nome IUPAC preferito del gruppo è prop-2-enoile, ed è chiamato (meno correttamente) pure acrilile o semplicemente acrilico. I composti con il gruppo acriloile sono detti "composti acrilici".

## Composti acrilici
Un composto acrilico appartiene ai composti del carbonile α,β-insaturi: contengono un legame doppio carbonio–carbonio e un legame doppio carbonio–ossigeno (carbonile) separati da legami semplici carbonio–carbonio, così possiedono proprietà caratteristiche per entrambi i gruppi funzionali:
- legame C=C: Addizione elettrofila di acidi e alogeni, idrogenazione, idrossilazione e la scissione del legame.
- legame C=O: Sostituzione nucleofila (come negli esteri) o addizione elettrofila (come nei chetoni).

Il gruppo carbossile dell'acido acrilico reagisce con l'ammoniaca per formare acrilammide, o con un alcool per formare un estere acrilato. Inoltre, poiché entrambi i doppi legami sono separati da un singolo legame C-C, i doppi legami sono coniugati.